# Boëssé-le-Sec

Boëssé-le-Sec este o comună în departamentul Sarthe, Franța. În 2009 avea o populație de 637 de locuitori.